# 28475 Garrett
28475 Garrett è un asteroide della fascia principale. Scoperto nel 2000, presenta un'orbita caratterizzata da un semiasse maggiore pari a 2,2831239 UA e da un'eccentricità di 0,1220271, inclinata di 4,74735° rispetto all'eclittica.